# コスタス・パパニコラウ
コスタス・パパニコラウ ( Konstantinos Papanikolaou ギリシャ語 Κώστας Παπανικολάου 1990年7月31日 - )は、ギリシャのバスケットボール選手。トリカラ県トリカラ出身。

## 来歴
2008年に国内リーグでプロデビュー。翌年強豪のオリンピアコスBCに移籍し、国内リーグ優勝やユーロリーグで2連覇を経験し、2012年のNBAドラフトにエントリー。48位でニューヨーク・ニックスに指名され、その後交渉権がポートランド・トレイルブレイザーズを経てヒューストン・ロケッツに移動。2013-14シーズンはFCバルセロナでプレーし、リーガACB優勝を経験。そして2014年9月にヒューストン・ロケッツと契約した。2015年7月19日、大型トレードでデンバー・ナゲッツに放出された後、9月25日に一度解雇されたが、11月5日に再契約したものの、サラリーキャップ調整の意味合いの為に2016年1月7日に再び解雇された。